# Valakampiai

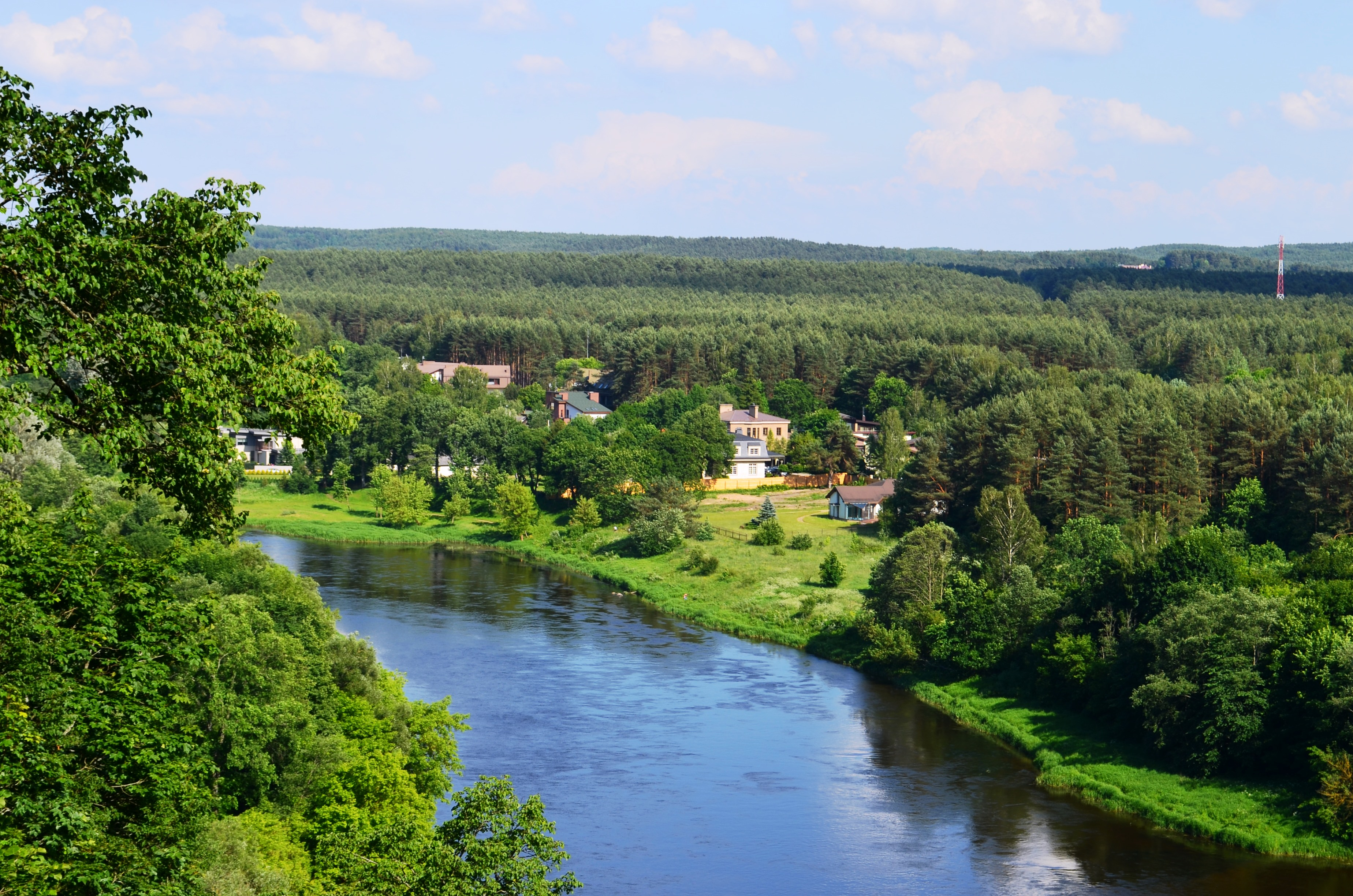
Sicht von Verkiai

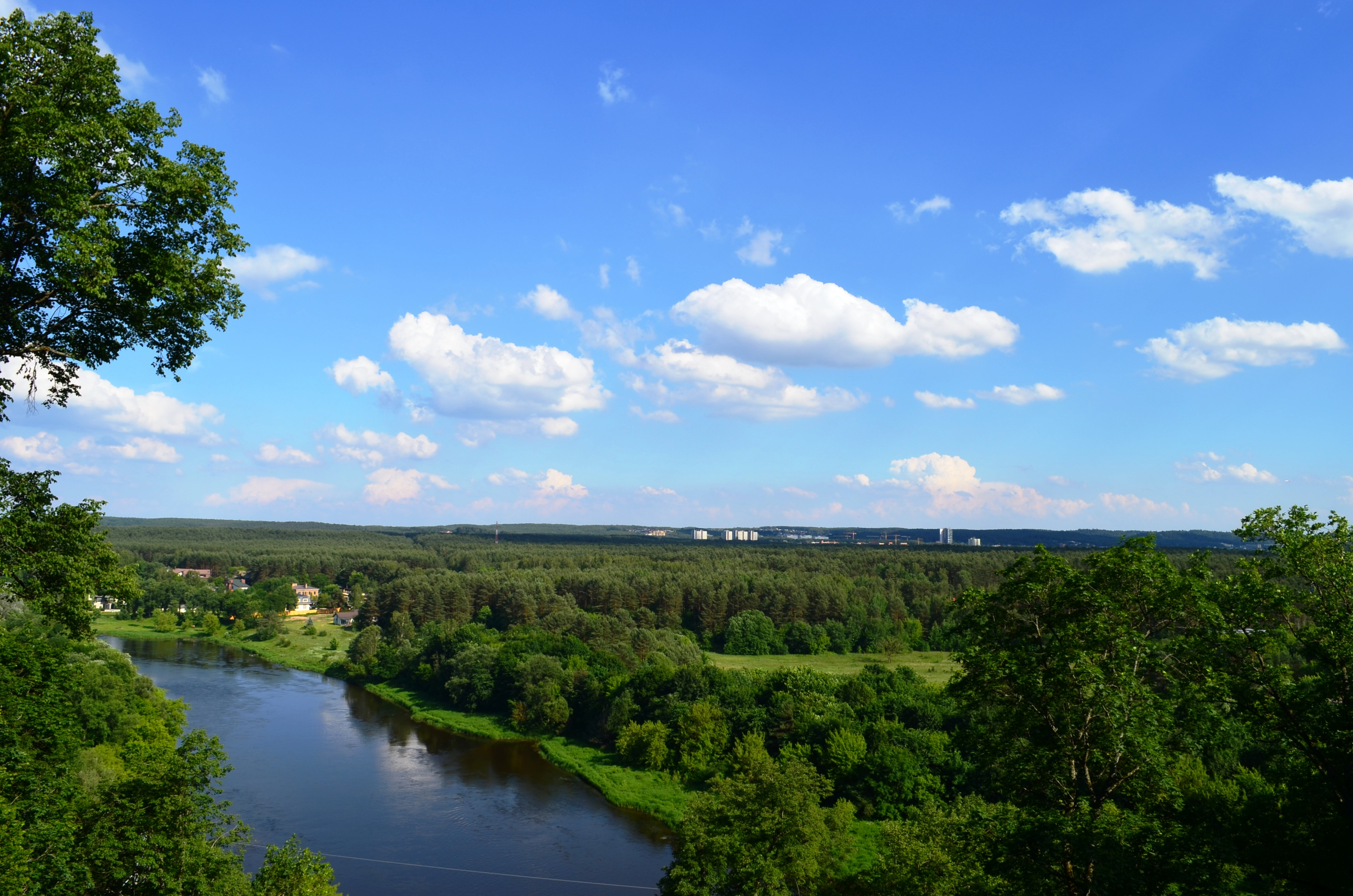
Sicht zum Wald Valakampiai

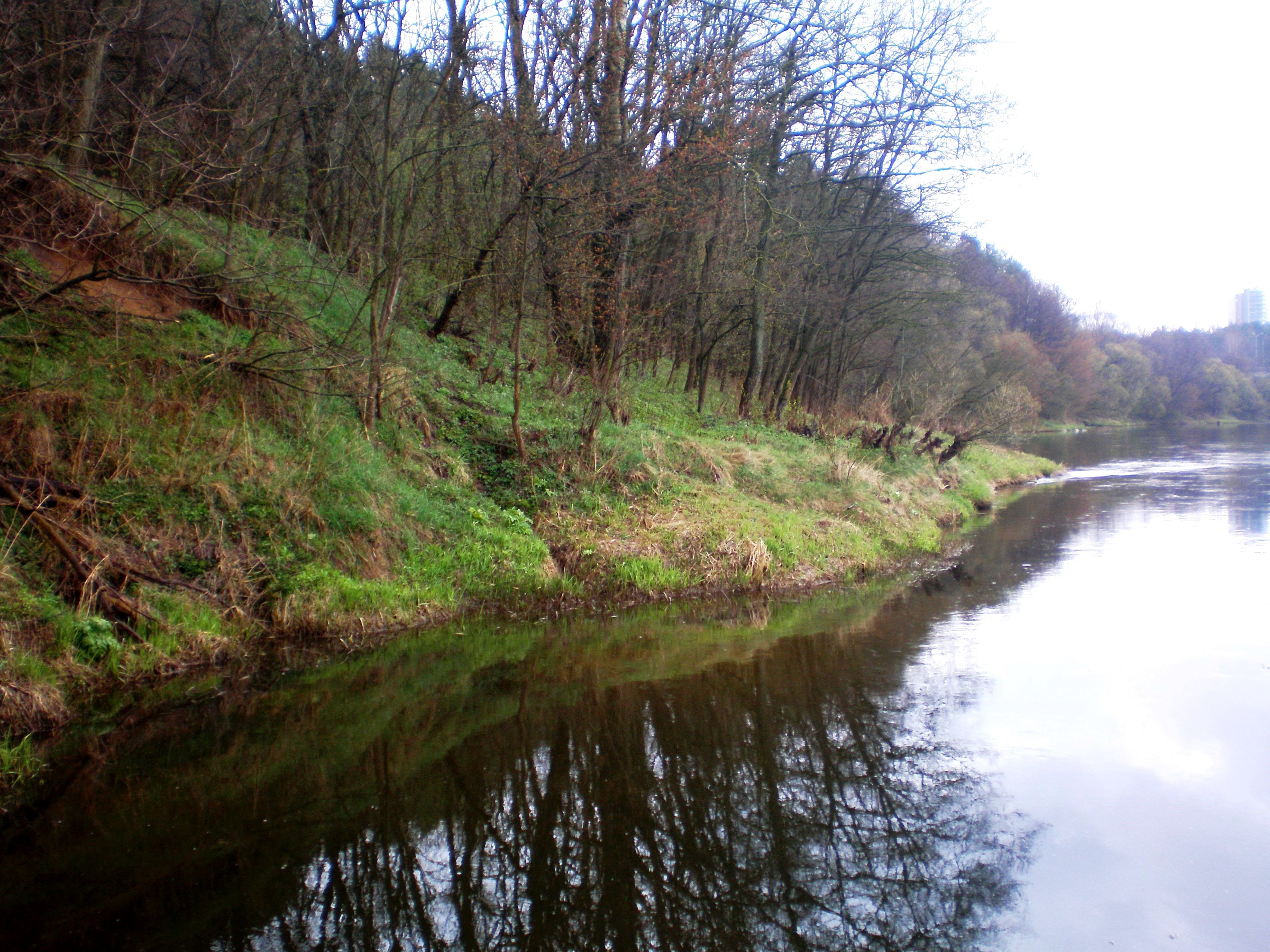
Aufschluss Valakampiai

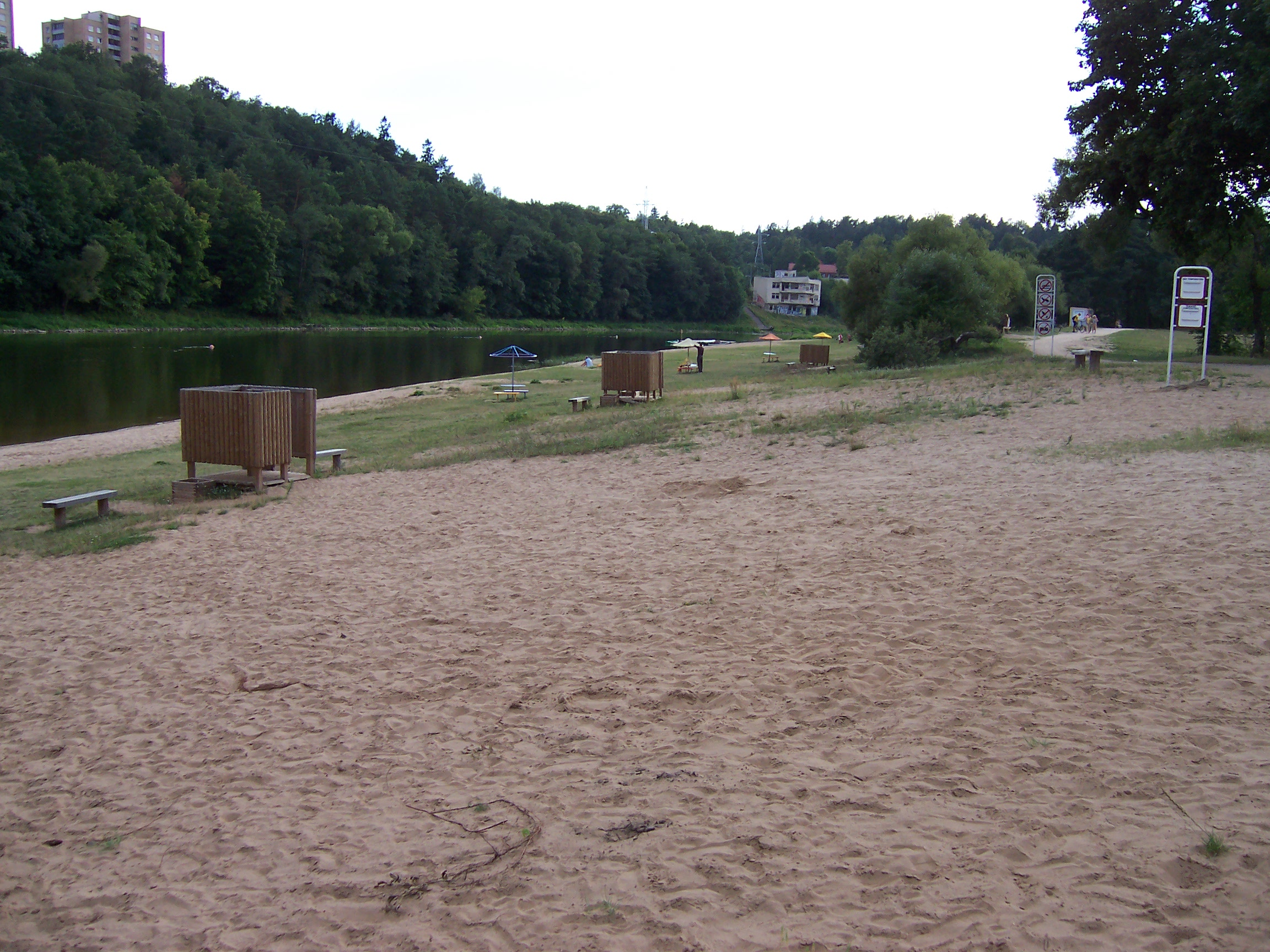
Uferstrand der Neris

Valakampiai (Valakupiai) ist ein Stadtteil der litauischen Hauptstadt Vilnius, im Nordosten des Stadtzentrums, zwischen Antakalnis, Žirmūnai, Verkiai und Turniškės. Er gehört zum Amtsbezirk  Antakalnis der Stadtgemeinde Vilnius. Der Ort liegt an der Neris.
In Valakampiai gibt es den Beach Valakampiai (Flussuferstrand), die Brücke Valakampiai (Richtung Žirmūnai), den Wald Valakampiai, ein Schutzgebiet. In Sowjetlitauen hatten die Gewerkschaften hier das „Žiburėlis“-Kinder-Sommerlager eingerichtet.

## Pendelfähre

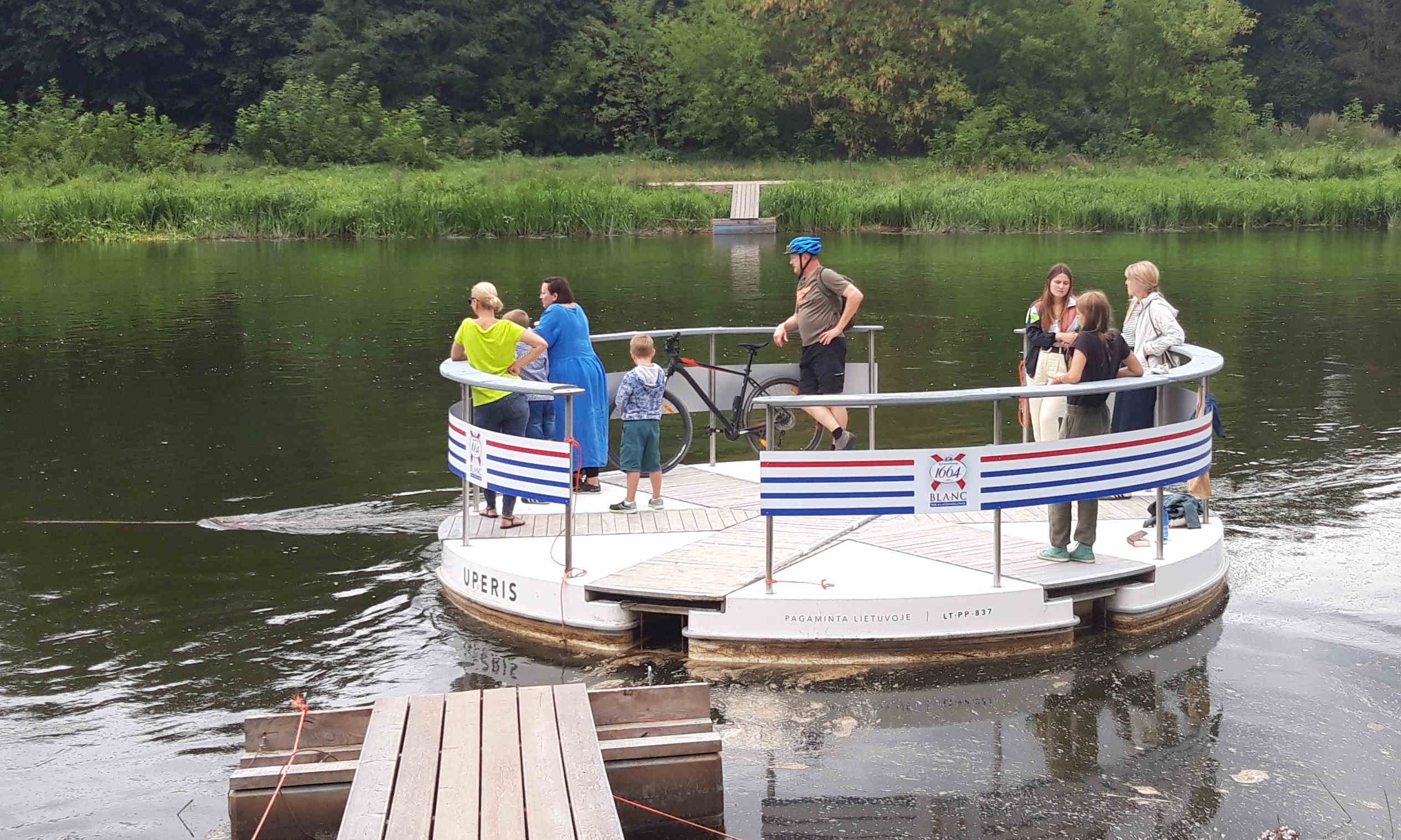
Die Gierseilfähre „Uperis“

Eine umweltfreundliche Gierseilfähre zwischen Valakampiai und Verkiai nimmt an Sommer-Wochenenden täglich bis zu 200 Personen auf, nur einen Monat nach Arbeitsbeginn. An einem Ufer der Neris befinden sich die Valakampiai-Strände, an dem anderen der Palast und Park Verkiai. Die ökologische Flussfähre „Uperis“ wurde eingerichtet, da an dieser Stelle die Brücke fehlte. Eine Passagierfähre, die Neris überquert, fährt seit Anfang Juni 2018 und erreicht Verkiai in 1–2 Minuten. Kinder, Hunde und Fahrräder werden kostenlos aufgenommen. Die Fähre gibt es bis zum späten Herbst (bis das Eis im Fluss zu schwimmen beginnt).